# Союз-22
Союз-22 — космічний корабель (КК) серії «Союз». Серійний номер 74. Реєстраційні номери: NSSDC ID: 1976-093A; NORAD ID: 9421. Модифікація Союз 7К-МФ6 для багатозональної зйомки Землі апаратурою МКФ-6 виробництва НДР.

## Екіпаж
- Основний

Командир Биковський Валерій Федорович
Бортінженер Аксьонов Володимир Вікторович
- Дублерний

Командир Малишев Юрій Васильович
Бортінженер Стрекалов Геннадій Михайлович
- Резервний

Командир Попов Леонід Іванович
Бортінженер Андрєєв Борис Дмитрович

## Хронологія польоту
15 вересня 1976 року о 9:48:30 UTC з космодрому Байконур запущено КК Союз-22 з екіпажем Биковський/Аксьонов. КК був запущений на орбіту з незвичайно високим нахилом 64,75º, який востаннє використовувався за програмою «Восход». Орбітальна станція Салют-5 мала кут нахилу 51,8º, тому деякі спостерігачі дійшли висновку, що цей політ Союза був в основному призначений для спостереження тренуваннями НАТО, які відбувались у Норвегії, на широті вище 51º — поза хорошою видимістю з орбітальної станції.
Корабель був резервним для програми «ЕПАС» і був модифікований для багатозональної зйомки Землі апаратурою МКФ-6 спільної розробки НДР і СРСР і виготовленою підприємством «Карл Цайс» (Єна).
Офіційно політ здійснювався для допомоги сільському господарству, картографії, мінералогії та гідрології і був частиною програми «Інтеркосмос», експеримент «Радуга». Союз-22 став першим космічним кораблем з багатозональним космічним фотоапаратом МКФ-6, який забезпечував зйомку одночасно в шістьох ділянках видимої й інфрачервоної частин спектру з роздільною здатністю близько 15 метрів. Подібні камери також називаються мультиспектральними і широко застосовуються в супутниковій зйомці. Знімки синтезував багатоканальний синтезуючий проектор МСП-4. Група розробників аппаратури МКФ-6 і МСП-4 й методики багатозональної зйомки з СРСР і НДР отримала Державну премію СРСР 1984 року.
23 вересня 1976 о 7:40:47 UTC КК Союз-22 успішно приземлився за 200 км на південний захід від міста Цілиноград.